# HD 37811
HD 37811，又名CD-32 2479，SAO 196061、HR 1958，是一颗恒星，视星等为5.45，位于銀經237.23，銀緯-28.44，其B1900.0坐标为赤經5h 36m 7.8s，赤緯-32° -28.44′ 54″。